# Kampioenschap van Vlaanderen 2019
Il Kampioenschap van Vlaanderen 2019, centoquattresima edizione della corsa, valevole come evento dell'UCI Europe Tour 2019 categoria 1.1, si è svolto il 20 settembre 2019 su un percorso di 186 km, con partenza ed arrivo a Koolskamp, in Belgio. La vittoria è stata appannaggio del tedesco Jannik Steimle, che ha completato il percorso in 4h03'55" alla media di 45,753 km/h, precedendo gli olandesi Timo Roosen e Dylan Groenewegen.
Al traguardo di Koolskamp sono stati 106 i ciclisti, dei 162 alla partenza, che hanno portato a termine la competizione.

## Squadre e corridori partecipanti
| N.      | Cod. | Squadra                   |
| ------- | ---- | ------------------------- |
| 1-7     | TJV  | Team Jumbo-Visma          |
| 11-17   | TFS  | Trek-Segafredo            |
| 21-26   | CPT  | CCC Team                  |
| 32-37   | DQT  | Deceuninck-Quick-Step     |
| 41-47   | LTS  | Lotto Soudal              |
| 51-57   | TDD  | Team Dimension Data       |
| 61-67   | TKA  | Team Katusha Alpecin      |
| 71-77   | SUN  | Team Sunweb               |
| 81-86   | GBR  | Gran Bretagna             |
| 92-97   | SVB  | Sport Vlaanderen-Baloise  |
| 101-107 | WGG  | Wanty-Gobert Cycling Team |
| 111-117 | COC  | Corendon-Circus           |

| N.      | Cod. | Squadra                         |
| ------- | ---- | ------------------------------- |
| 121-127 | WVA  | Wallonie Bruxelles              |
| 131-137 | ROC  | Roompot-Charles                 |
| 141-147 | COF  | Cofidis, Solutions Crédits      |
| 151-157 | PCB  | Team Arkéa-Samsic               |
| 161-167 | TDE  | Total Direct Énergie            |
| 171-177 | TIS  | Tarteletto-Isorex               |
| 181-187 | CIB  | Cibel                           |
| 191-197 | BRT  | BEAT Cycling Club               |
| 201-207 | NRL  | Natura4Ever-Roubaix-Lille Métr. |
| 211-217 | SEG  | SEG Racing Academy              |
| 221-227 | SRA  | Swiss Racing Academy            |
| 231-237 | VLA  | Vlasman CT                      |

## Ordine d'arrivo (Top 10)
| Pos. | Corridore           | Squadra     | Tempo    |
| ---- | ------------------- | ----------- | -------- |
| 1    | Jannik Steimle      | Deceuninck  | 4h03'55" |
| 2    | Timo Roosen         | Jumbo       | a 1"     |
| 3    | Dylan Groenewegen   | Jumbo       | a 4"     |
| 4    | Adrien Petit        | Direct      | s.t.     |
| 5    | Cees Bol            | Sunweb      | s.t.     |
| 6    | Lawrence Naesen     | Lotto       | s.t.     |
| 7    | Emiel Vermeulen     | Natura4Ever | s.t.     |
| 8    | Giacomo Nizzolo     | Dimension   | s.t.     |
| 9    | Edward Theuns       | Trek        | s.t.     |
| 10   | Baptiste Planckaert | Wallonie    | s.t.     |